# آبری (ویسکانسین)
آبری (به انگلیسی: Aubrey) یک منطقهٔ مسکونی در ایالات متحده آمریکا است که در ایتاکا واقع شده است. آبری ۲۳۰٫۱۳ متر بالاتر از سطح دریا واقع شده است.